# Zofia Szarota
Zofia Maria Szarota – polska pedagog, dr hab. nauk humanistycznych, profesor nadzwyczajny Wydziału Pedagogicznego Uniwersytetu Warszawskiego.

## Życiorys
W 1986 ukończyła studia pedagogiczne na Uniwersytecie Jagiellońskim, natomiast 27 czerwca 1997 obroniła pracę doktorską Kształcenie gerontologiczne dla potrzeb nowoczesnego systemu pomocy społecznej, otrzymując doktorat, a 16 listopada 2010 habilitowała się na podstawie oceny dorobku naukowego i pracy zatytułowanej Starzenie się i starość w wymiarze instytucjonalnego wsparcia na przykładzie Krakowa.
Otrzymała nominację na profesora nadzwyczajnego w Instytucie Nauk o Wychowaniu Wydziału Pedagogicznego Uniwersytetu Pedagogicznego im. KEN w Krakowie.

## Wybrane publikacje
- 1998: Wielofunkcyjna działalność domów pomocy społecznej dla osób starszych
- 2004: Gerontologia społeczna i oświatowa. Zarys problematyki
- 2010: Starzenie się i starość w wymiarze instytucjonalnego wsparcia na przykładzie Krakowa
- 2011: Asystent rodziny. Między interwencjonizmem państwa a spolegliwym opiekuństwem – konteksty edukacyjne, „Edukacja. Studia, Badania, Innowacje”, Nr 4(116)
- 2012: Autopercepcja dojrzałych kobiet, „Ruch Pedagogiczny” Nr 2, Rok LXXXIII (współautorka Joanna Łaszyn)
- 2012: Egalitaryzacja dyplomów vs. elitaryzm merytokracji – wybrane aspekty uczestnictwa edukacyjnego dorosłych. „Edukacja Dorosłych” Nr 2
- 2013: Problemy kobiet – ofiar przemocy rodzinnej a zadania edukacji społecznej, „Debata Edukacyjna”
- 2013: Starość. Między diagnozą a działaniem (współautor: Remigiusz J. Kijak)
- 2014: Era trzeciego wieku – implikacje edukacyjne, „Edukacja ustawiczna Dorosłych”, nr 1(84)
- 2015: Uczenie się starości, “Edukacja Dorosłych” Nr 1 (72)
- 2015: Senior Policy in Poland: Compensation of Needs and Active Ageing, “EXLIBRIS Biblioteka Gerontologii Społecznej / Polish Social Gerontology Journal” No. 2(10)2015
- 2015: Praca socjalna z człowiekiem starym. Wybrane konteksty, „Horyzonty Wychowania” Vol. 14, No. 32
- 2015: Doświadczanie starości: jej zalety i trudy – w opiniach słuchaczy UTW, „Edukacja Dorosłych” Nr 2 (73) (współautor: Artur Fabiś)
- 2016: Kultura pokoju: trójgłos edukacyjny (współautorzy: Fernando Barragán Medero, Jolanta Maćkowicz)
- 2016: Negatywne aspekty uczestnictwa w edukacji w opiniach uczących się dorosłych, „e-mentor”, Nr 4 (66). DOI: 10.15219/em66.1263 (współautorka Aleksandra Litawa)
- 2017: Four Types of Gerontological Education in Poland: the Current Situation and Needs for Future, „Studia Edukacyjne”, 4 [46]. DOI: 10.14746/se.2017.46.13 (współautorka: Jolanta Perek-Białas)
- 2018: „Czuję się jak eksponat…” – rozmowa z Profesorem Tadeuszem Aleksandrem, „Rocznik Andragogiczny”, Vol. 25
- 2018: Powszednia aktywność wiejskich seniorów (wymiar społeczno-edukacyjny i kulturalny), „Pedagogika Społeczna” Nr 3 (69)
- 2019: Priorytety i funkcje społeczne edukacji w dorosłości – perspektywa celów Zrównoważonego Rozwoju UNESCO 2030 „E-mentor”, nr 1(78) 2019

Źródła.